# Bernard Membe
Bernard Kamillius Membe (9 de noviembre de 1953-12 de mayo de 2023) fue un político de Tanzania, Ministro de Asuntos Exteriores y de Cooperación Internacional. Membe fue nombrado para el puesto por el presidente Jakaya Kikwete en enero de 2007 después de que la anterior Ministra de Relaciones Exteriores, Asha-Rose Migiro, fuera designado como Vicesecratrio General de las Naciones Unidas.
Es miembro de la Asamblea Nacional de Tanzania. Membe fue analista de seguridad nacional en la Oficina del Presidente tanzano de 1977 a 1990, y trabajó en el Ministerio de Relaciones Exteriores de 1992 a 2000. Fue elegido para la Asamblea Nacional en las elecciones parlamentarias de 2000 y fue reelegido en las elecciones parlamentarias de 2005 como candidato del Partido de la Revolución de Tanzania (Chama Cha Mapinduzi en suajili). Fue Viceministro de Interior antes de ser nombrado Viceministro de Energía y Recursos Minerales el 15 de octubre de 2006.